# Ophiorrhiza hallieri
Ophiorrhiza hallieri är en måreväxtart som beskrevs av Theodoric Valeton och Elmer Drew Merrill. Ophiorrhiza hallieri ingår i släktet Ophiorrhiza och familjen måreväxter. Inga underarter finns listade i Catalogue of Life.